# Charles Veach
Charles Lacy Veach (ur. 18 września 1944 w Chicago, zm. 3 października 1995 w Houston) – amerykański pilot myśliwski i astronauta.

## Życiorys
Dzieciństwo i młodość spędził w Honolulu, gdzie w 1962 ukończył szkołę. W 1966 ukończył United States Air Force Academy, w 1967 uzyskał licencję pilota w Moody Air Force Base w stanie Georgia, później uczył się w Luke Air Force Base w Arizonie. Przez ponad 14 lat był pilotem myśliwskim, walczył w wojnie w Wietnamie, w której brał udział w 275 misjach bojowych. Miał wylatane ponad 5000 godzin. Od stycznia 1982 pracował w NASA jako inżynier i pilot badawczy w Centrum Lotów Kosmicznych imienia Lyndona B. Johnsona w Houston, był także instruktorem lotniczym. 23 maja 1984 wybrano go kandydatem na astronautę, zakwalifikował się jako astronauta w czerwcu 1985, był szkolony na specjalistę misji.
Od 28 kwietnia do 6 maja 1991 brał udział w misji STS-39 trwającej 8 dni, 7 godzin i 22 minuty. Start i lądowanie nastąpiły w Centrum Kosmicznym im. Kennedy’ego. Umieszczono na orbicie i przechwycono satelitę IBSS (Infrared Backgroung Signature Survey). Od 22 października do 1 listopada 1992 uczestniczył w misji STS-52 trwającej 9 dni, 20 godzin i 56 minut. Umieszczono wówczas na orbicie włoskiego satelitę geodezyjnego LAGEOS II (LAser GEOdynamics Satelite), prowadzono też eksperymenty z zestawem aparatury USMP-1 (United States Microgravity Payload).
Łącznie spędził w kosmosie 18 dni, 4 godziny i 18 minut.